# Hieronymus Siegel
Hieronymus Siegel (12. listopadu 1867 Ruprechtice – 18. srpna 1933 Trutnov) byl československý politik německé národnosti a meziválečný poslanec Národního shromáždění za Německou nacionální stranu.

## Biografie
Vyučil se kovářem a po delším vandru se roku 1891 usadil jako kovář v Trutnově. Od roku 1898 zde byl členem obecního zastupitelstva. V letech 1905–1918 byl členem obchodní komory v Liberci.
Do politiky se zapojil již ve věku 32 let. V Trutnově patřil po delší dobu mezi předáky Německé pokrokové strany. Ve volbách do Říšské rady roku 1911 neúspěšně kandidoval na Děčínsku do předlitavského parlamentu. Krátce poté byl v tomto regionu navržen za kandidáta do Českého zemského sněmu. Oznámil přitom, že pokud bude zvolen, vstoupí do Německé radikální strany. V doplňovacích volbách v září 1911 byl potom skutečně zvolen za poslance Českého zemského sněmu za městskou kurii, volební obvod Děčín, Podmokly, Č. Kamenice, Chřibská. Zapojil se do agitace proti existenci českojazyčné školy v Podmoklech. Po roce 1908 se ovšem plénum zemského sněmu kvůli obstrukcím již fakticky nescházelo, takže se do chodu sněmu fakticky nezapojil.
Podle údajů k roku 1926 byl profesí kovářským mistrem a starostou Trutnova. Funkci starosty získal po prvních poválečných komunálních volbách roku 1919 a zastával ji v období let 1919–1927 a 1931–1933. Jako starosta se zasadil o stavbu kina. Byl aktivní v místních spolcích, byl divadelním ochotníkem a autorem divadelních her.
Po parlamentních volbách v roce 1925 získal za Německou nacionální stranu mandát v Národním shromáždění. Zasedal v kuratoriu České spořitelny.
Zemřel na astma v srpnu 1933 krátce poté, co se vrátil z lázní Bad Gleichenberg ve Štýrsku, kde se snažil zotavit ze své nemoci.